# Södra Stavseltjärnen
Södra Stavseltjärnen är en sjö i Bräcke kommun i Jämtland och ingår i Ljungans huvudavrinningsområde.